# Kalle Anka är nitisk
Kalle Anka är nitisk (engelska: The Riveter) är en amerikansk animerad kortfilm med Kalle Anka från 1940.

## Handling
Svarte Petter har precis gett sin nitare sparken. Han anställer Kalle Anka, som av en slump söker ett jobb. Han tror att han kan sköta en nitningsmaskin, men allting visar sig sedan gå snett.

## Om filmen
Filmen hade svensk premiär den 21 april 1941 på biografen Spegeln i Stockholm och visades som förfilm till långfilmen Det går som en dans från 1940.
Filmen har haft flera svenska titlar genom åren. Vid biopremiären 1941 gick den under titeln Kalle Anka är nitisk. Alternativa titlar till filmen är Kalle Anka är nitare och Kalle Anka som byggjobbare.

## Rollista
- Clarence Nash – Kalle Anka
- Billy Bletcher – Svarte Petter[6]